# 大宮銀座通り

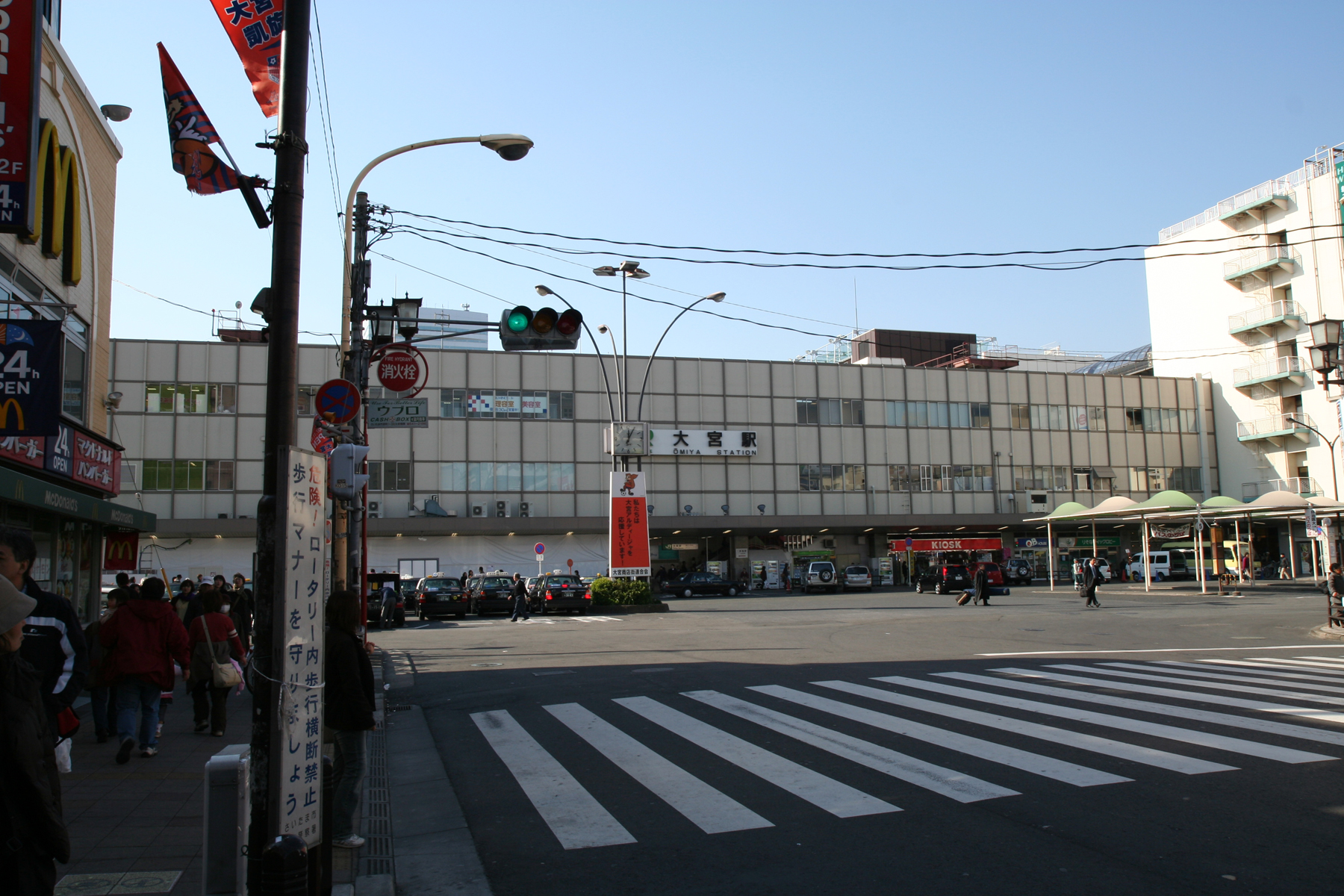
大宮駅東口駅舎。ここから右へ曲がると銀座通り。

大宮銀座通り（おおみやぎんざどおり）は、埼玉県さいたま市大宮区にある商店街。以下、便宜上、大宮銀座（おおみやぎんざ）の周辺にも触れる。

## 概要
大宮駅の北東に延びる商店街。大宮区大門町一丁目、宮町一丁目にあたり、東口ロータリーから埼玉県道2号さいたま春日部線（旧国道16号）の陸橋「大栄橋」まで約300メートルにおよそ60店が並ぶ。横に延びた5つの路地は旧中山道につながっており、それぞれ「すずらん通り（アーケード）」・「さくら横丁」・「ウェストサイドストリート」・「一番街（アーケード）」・「住吉通り」と命名されている。
大宮駅と氷川神社や大宮公園・埼玉県営大宮公園野球場・さいたま市大宮公園サッカー場を結ぶ線上にあるため、平日・休日を問わず多くの客でにぎわっている。

## 歴史
明治時代の鉄道開通と大宮駅の開業により、駅前商店街として形成された。当時は民間製糸工場が進出し、国鉄大宮工場が設置されたため、鉄道と製糸の町として賑わった。当時、銀座通りは「川越新道」と呼ばれていたが、町の中心は駅の南側（現在の南銀座周辺）を結ぶ「氷川神社参道」であった。
1945年（昭和20年）4月13日から4月14日の未明にかけて、米軍のB-29爆撃機が焼夷弾を大宮に投下した。この空襲により大宮駅構内や鉄道施設をはじめ、現在の大宮北銀座から一番街にかけてのエリアなどが被害を受けた。市は大規模空襲による中心地の壊滅を恐れて川越新道の店舗を強制疎開させた。その後も何度も小規模な空襲には見舞われたが、大規模な空襲は免れて終戦となった。川越新道は店舗の強制疎開がされたために通りは広くなったが、舗装していないため泥と砂ぼこりで商店街とは呼べない状態となった。代わって大宮中央通りに闇市やバラック商店が並び、駅前商店街が形成された。大きな戦火を免れた大宮は、交通の便がよいことから商業地として注目され、各地の戦災復興が進むまで関東中から人と物資が集中しにぎわった。
1947年（昭和22年）、戦後の混乱も一段落ついた頃、進駐軍が闇市・バラック街の撤去を命令し、駅前再整備が始まった。商店街は広い道路を舗装し、歩道と車道を分離した新しい商店街を形成した。この際に、街路樹として柳が植えられ、川越新道は「大宮銀座通り」と改名された。1952年（昭和27年）には歩道をアーケードで覆い、この姿が2009年まで続いた。
1960年（昭和35年）8月13日、東口一帯で火災が発生したことから、防火ビルの建設と東口の活性化が求められた。1962年（昭和37年）に地元資本で、県内最初の地下街を持つ駅前ビル「大一デパート」（新共栄ビル）が竣工、これをきっかけに東口は大型店舗の進出が続いた。
1966年（昭和41年）に駅前商店街とスーパー「オリンピック」が組んだ「大宮中央デパート」が、1967年（昭和42年）に地元資本と東京名店街が組んだ「大宮ステーションビル（OSB）」（現・ルミネ1）が、1968年（昭和43年）に長崎屋が、1969年（昭和44年）に初の総合百貨店として西武百貨店が、1970年（昭和45年）に髙島屋が、続いて十字屋（クロスティ）がそれぞれ進出した。これらは銀座通りにおいては競合関係となったが、同時に周遊性が高まり、共存関係ともなった。結果として大宮駅東口は県下最大の商業地となり、銀座通りも発展する東口の一角として繁栄を支えた。
特に旧中山道では、北澤稲荷・旧大宮宿・旧大宮郵便局を前身に持つ髙島屋が活況を呈し、東口の核となった。
また駅周辺でも、1970年には下町に大型レジャー施設「ハタプラザ」（現在のグランドミッドタワーズ大宮の地点）が開業し、1974年（昭和49年）に宮町に埼玉県内初の高層ビル「埼共連ビル」（現・JA共済埼玉ビル、高さ50 m・地上14階）が竣工した。1971年（昭和46年）には旧中山道と中央通りの交差点が県内初のスクランブル交差点となるなど、東口の黄金時代であった。
しかし新幹線の開業により、大宮駅西口（桜木町）の再開発としてそごうが進出する。1980年代には、西口の集客が右肩上がりなのに対して東口は凋落傾向を示すようになった。その中で出たのが市の主導する東口再開発事業であった。対象は銀座通りの一部も含む、中央通り・旧中山道・西武百貨店・大宮ステーションビルに囲まれた広い区画であったが、計画は権利関係において商店街と市の間で鋭く対立して頓挫、さいたま市成立後に白紙撤回された。
近年では、旧大宮市時代からの大宮駅西口地区の開発や、国鉄末期以降の大宮駅自体の商業集積、さらにさいたま市発足後の浦和駅周辺やさいたま新都心駅周辺における大規模商業施設建設の影響もあって、市内での競争が多角化している。
商店街では活性化を目指し、市と共同での自動車通行を変更する社会実験や、歩行者天国とフリーマーケットを行っている。また2009年（平成21年）から3年の工期で、老朽アーケードの撤去、電線類地中化、歩道の再整備を行い、2012年9月30日の「大宮銀座通り商店街リニューアルオープン記念式典・イベント」をもって完成した。
長らく当商店街の核店舗の一つを担っていた大宮ロフトは、建物の老朽化により2013年4月24日をもって閉店した。跡地はパチンコ&スロット「楽園」を展開する浜友観光（現・浜友A.L.）へビルの営業権を譲渡し、複合商業施設「大宮RAKUUN」が2014年6月に開業した。
また、大宮中央デパートも全ての店舗が2017年6月までに閉店した後に、再開発事業のため取り壊された。この跡地には、周辺の土地とともに「大宮駅東口大門町2丁目中地区第一種市街地再開発事業」として、三井不動産、大栄不動産などにより商業施設、オフィスビル、さいたま市民会館おおみやなどが入居する地上18階、地下3階建ての官民複合の再開発ビル「大宮門街」が2022年4月にオープンした。なお、大宮中央デパートは「大宮門街」の商業施設の管理等の業務を行う形で現存している。

## 主な商業施設
- ルミネ大宮店
- 高島屋大宮店
- 大宮RAKUUN
- 大宮門街